# Casa Pratdesaba
La Casa Pratdesaba és una residència històrica situada al cor del nucli antic de Vic, al carrer de l'Escola. Construïda al segle xix, l'edifici destaca per la seva arquitectura eclèctica que fusiona diversos estils decoratius. L'immoble està protegit com a Bé Cultural d'Interès Local a causa de la seva rellevància històrica i arquitectònica. La casa va ser la llar de la família de Josep Pratdesaba, astrònom i divulgador científic reconegut internacionalment.

## Descripció
Edifici amb una paret mitgera, formant cantonada. Les obertures es distribueixen asimètricament per tota la façana, tot i que se'n distingeixen sis eixos verticals, compostos de balcons en els dos pisos superiors i finestres a les golfes. Totes són clàssiques i estan emmarcades per una senzilla motllura i mantenen una gradació de proporcions en alçada.
L'edifici inclou baixos soterrats d'antiga construcció, una planta noble del segle xix i un jardí interior amb vistes a la catedral de Vic. Aquest jardí està delimitat parcialment per les restes del mur de l'antiga Universitat Literària, enderrocada el 1806, i compta amb arbres imponents, com ara, un castanyer bord, un plàtan i un xiprer.

## Observatori Pratdesaba

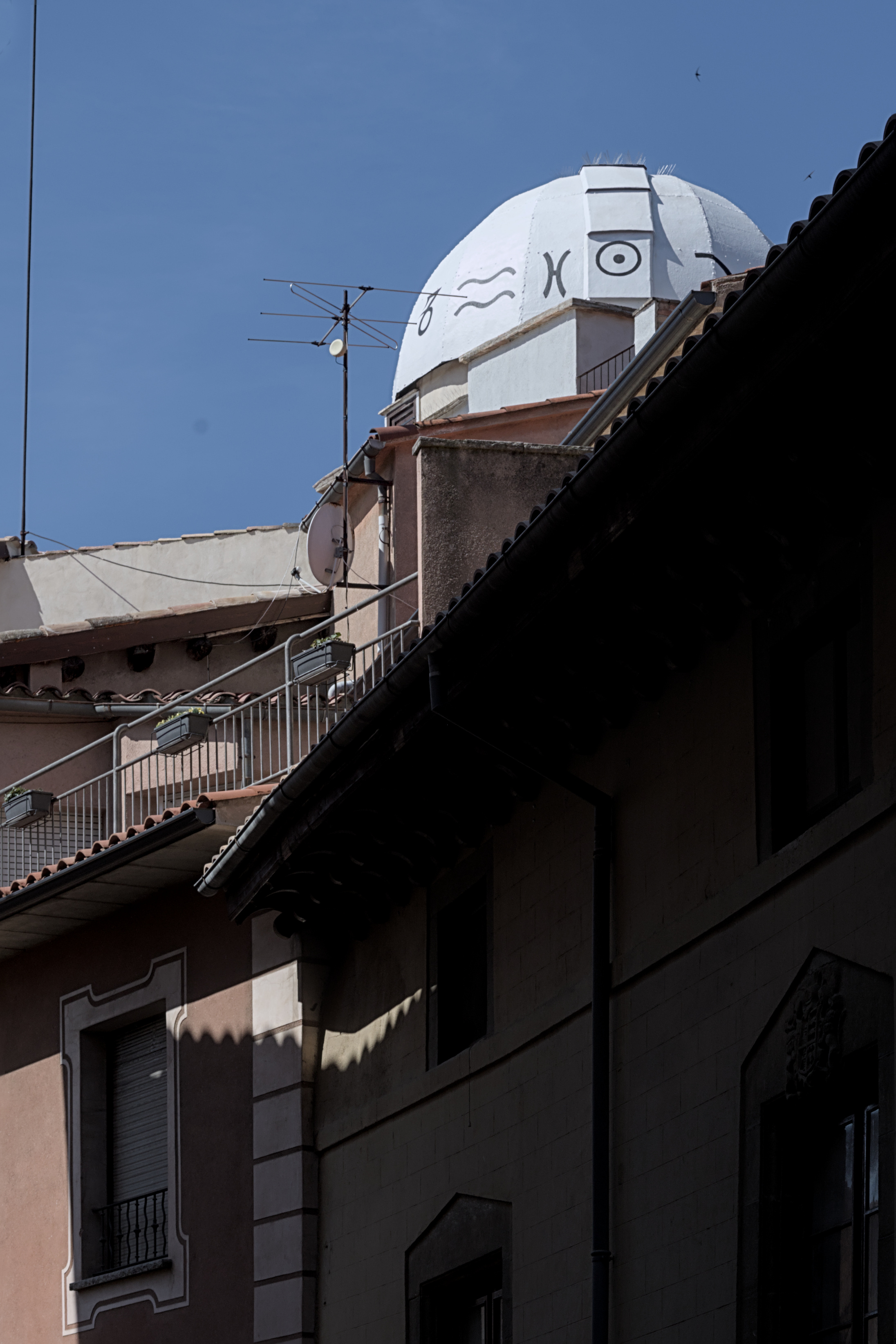
Cúpula de l'observatori de la Casa Pratdesaba de Vic

Un dels elements notables de la Casa Pratdesaba és el seu observatori astronòmic, ubicat al terrat de l'edifici. Inaugurat l'any 1916, l'observatori va ser dissenyat per Josep Pratdesaba i construït per Lluís Ylla.
Aquest observatori compta amb una cúpula de ferro, on estan pintats els signes del zodíac a la part exterior. A la base de la cúpula, Pratdesaba va fer gravar el text: «Contemplant les meravelles del cel es veu resplendir la infinita saviesa de Déu i l'esperit s'enlaira acostant-se a son Criador».
Un aspecte únic de l'observatori és el telescopi de doble equatorial que Pratdesaba va comprar a París el 1909. Aquest telescopi de dos tubs, que permet tant observar els astres com fotografiar-los, és un dels quatre exemplars existents a tot l'estat espanyol. Un altre d'aquests telescopis es troba a l'Observatori Fabra de Barcelona.
Quan Pratdesaba va morir l'any 1967, la cúpula de l'observatori va començar a degradar-se, fins al punt que alguns fragments es van desprendre. Després de més de mig segle de tancament, l'Observatori Pratdesaba va reobrir l'any 2023, gràcies a una completa rehabilitació iniciada el 2022. Les obres van incloure la restauració de la cúpula, tant en l'estructura interior com exterior, i la recuperació del telescopi, fabricat l'any 1909. Aquesta restauració va reobrir l'observatori al públic, revitalitzant el seu paper en l'observació astronòmica i la divulgació científica a la capital d'Osona.
Josep Pratdesaba, que ja havia disposat d'un observatori a la Plaça Major on va néixer, va utilitzar aquesta instal·lació per avançar en la seva carrera científica. El 1957 la International Lunar Society va batejar un cràter lunar amb el nom del científic vigatà.

## Galeria

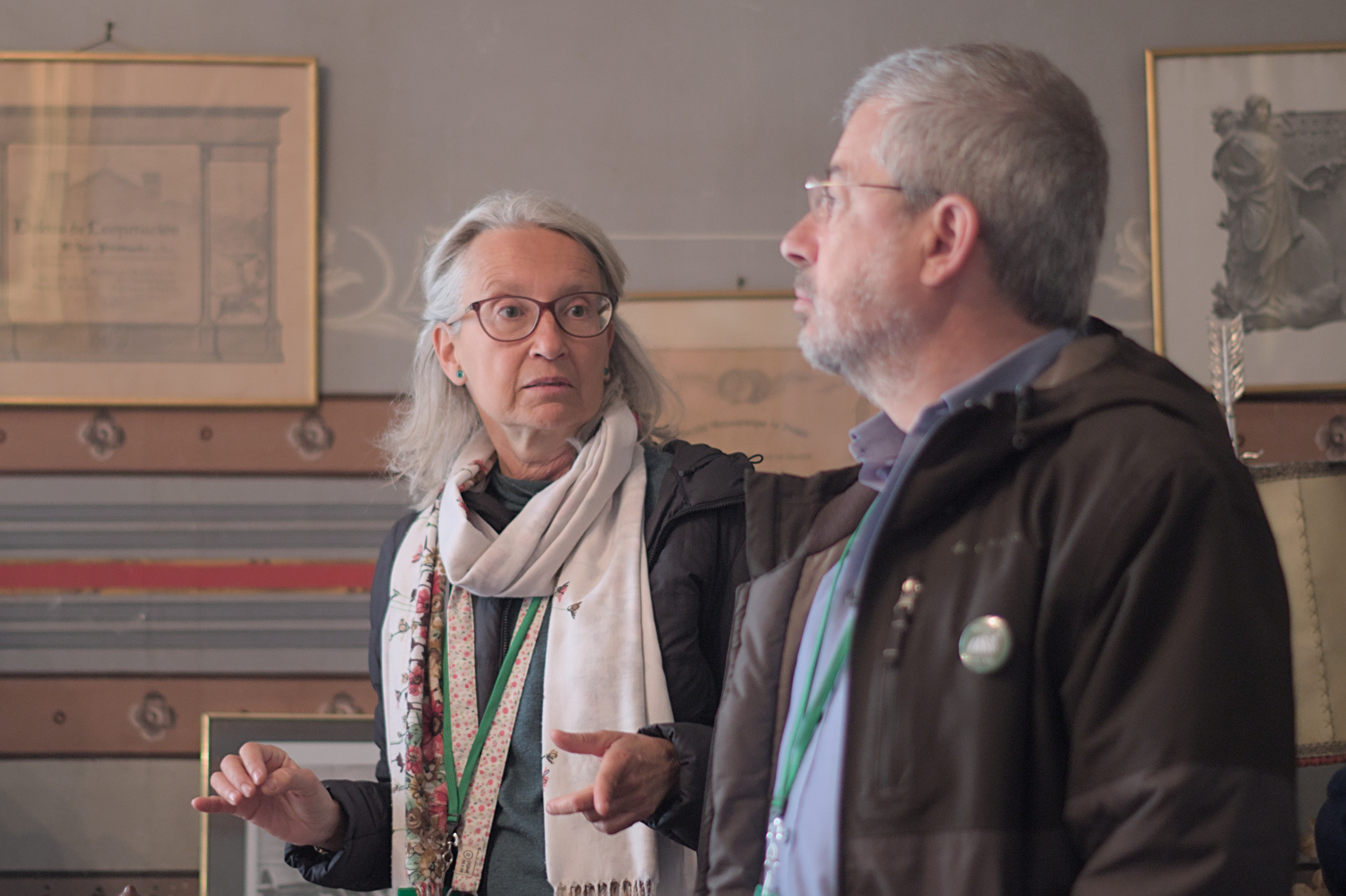
Anna Alsina, besneta de Pratdesaba, i Òscar Puig a la casa Pratdesaba.
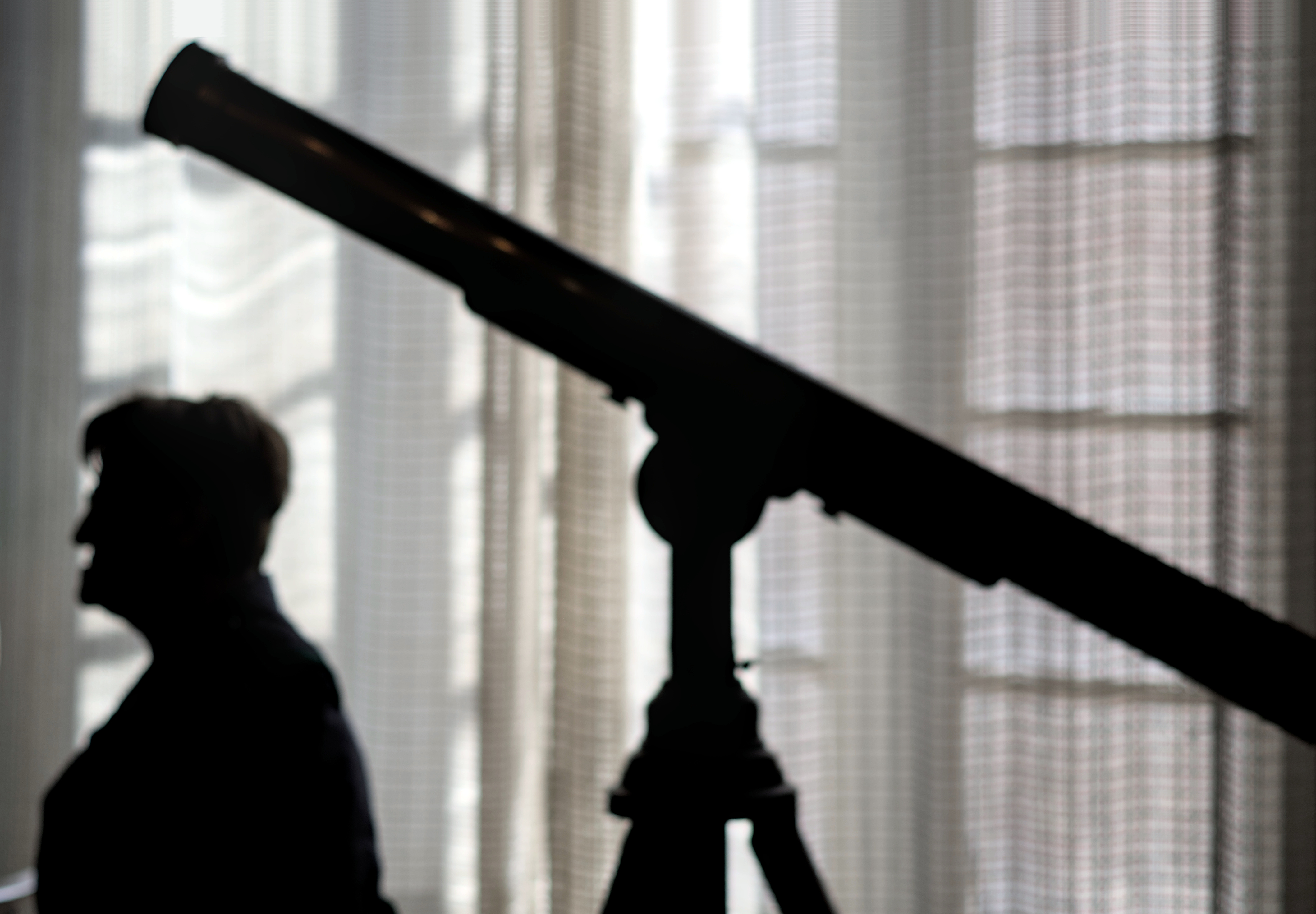
Telescopi en un dels salons de la casa Pratdesaba.
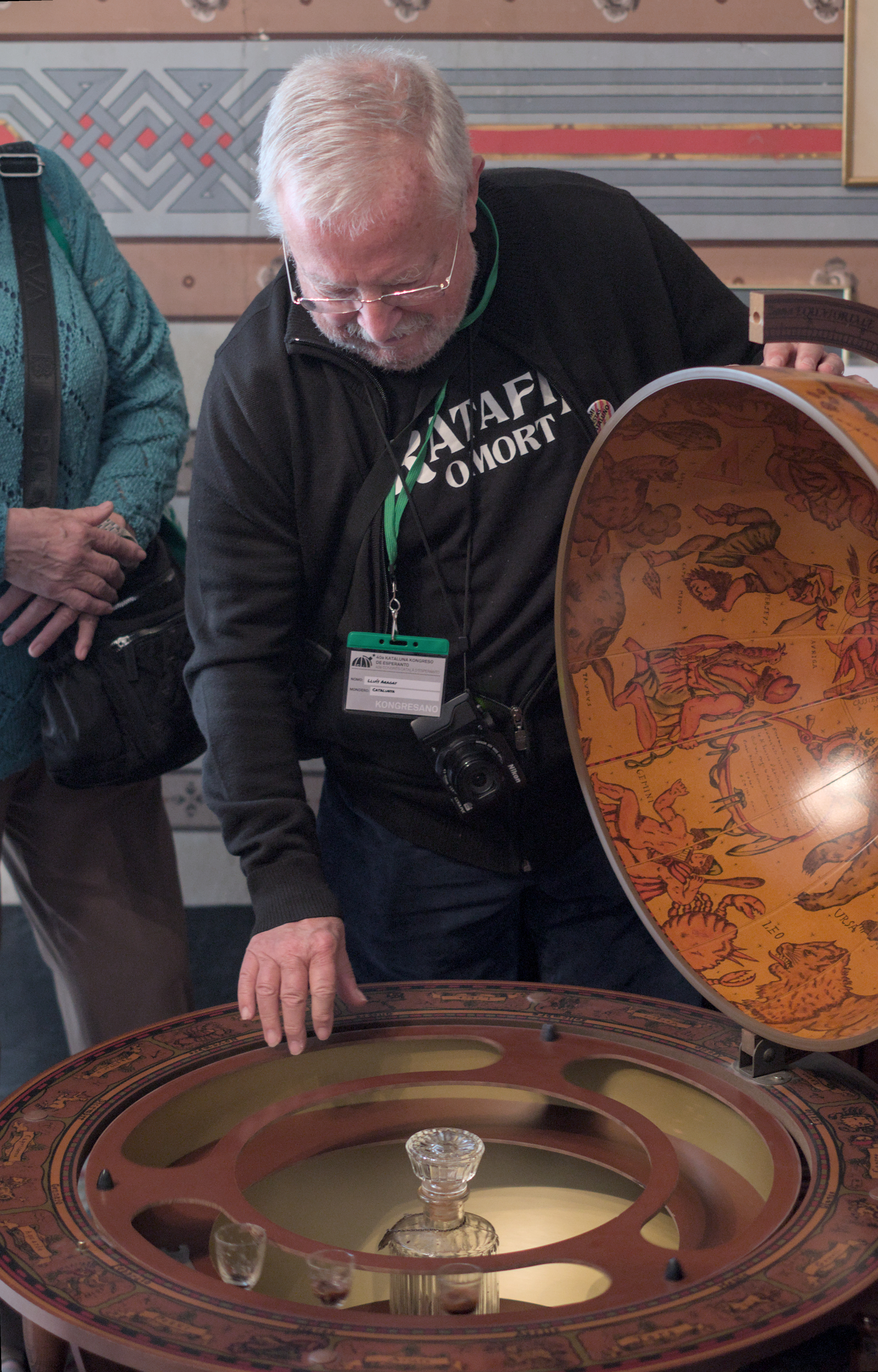
Globus terraqüi que amaga el moble bar on Pratdesaba guardava la ratafia.
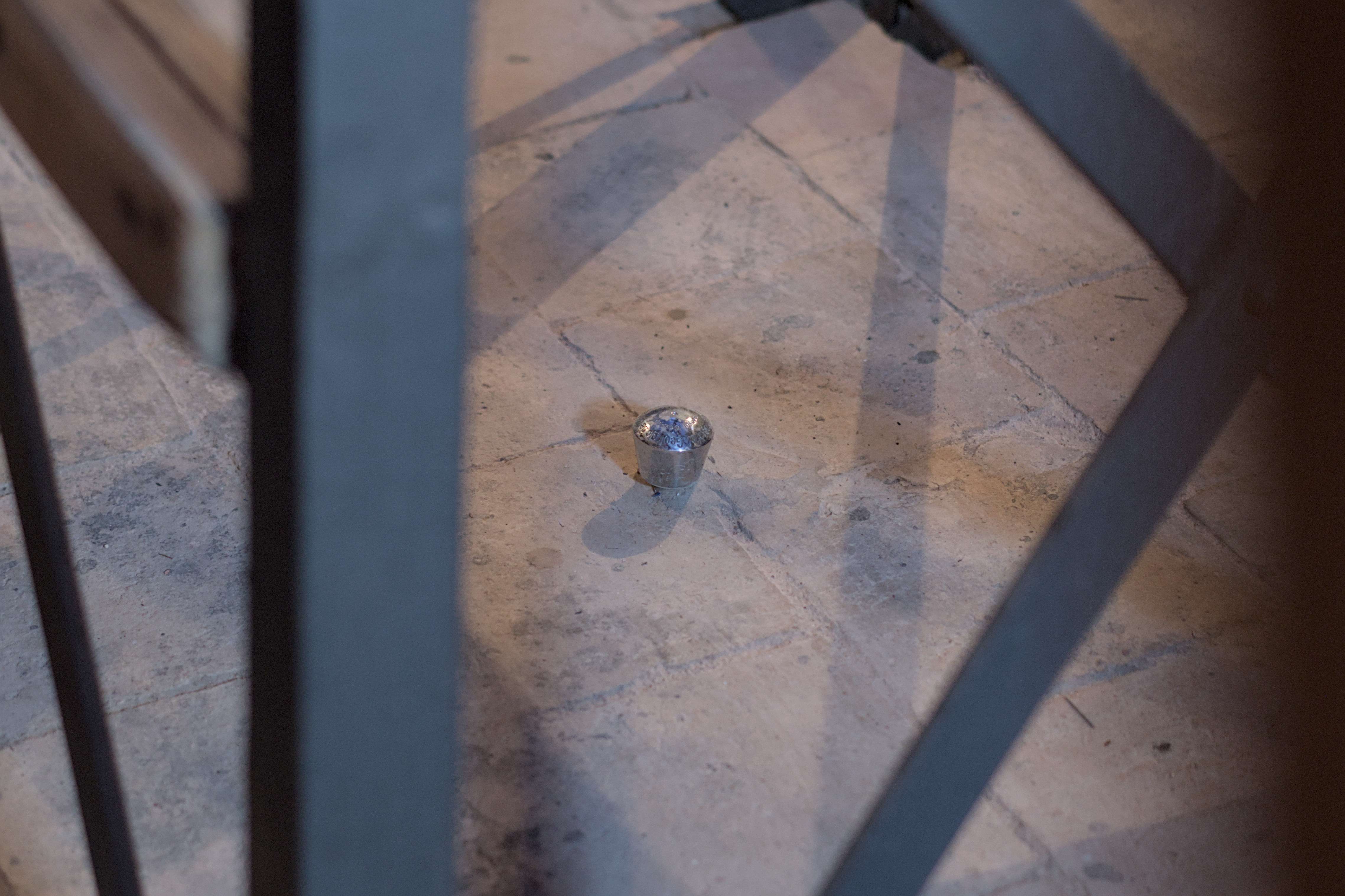
Punt geodèsic a l'observatori de la Casa Pratdesaba.
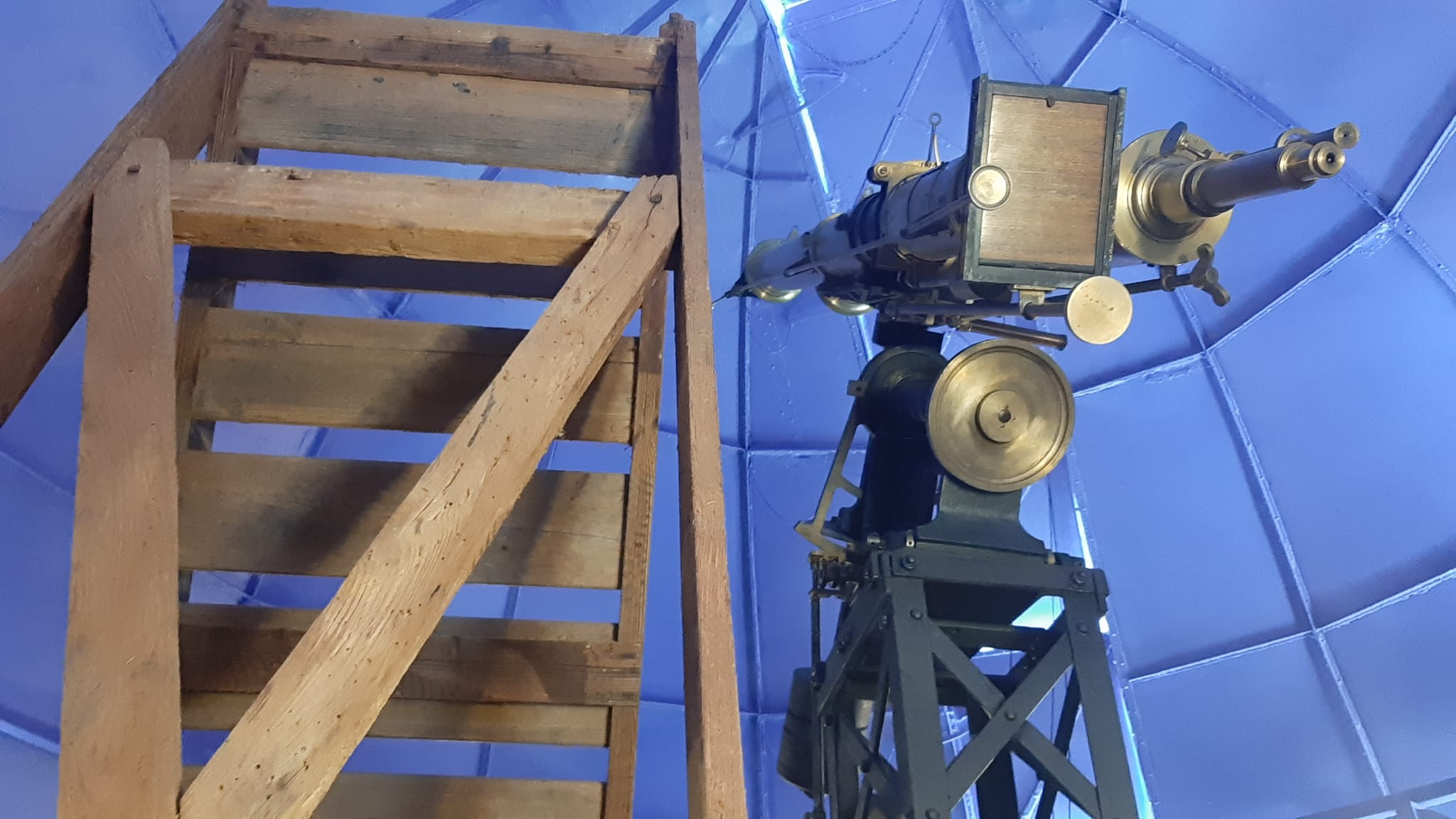
Telescopi de dos tubs comprat a París el 1909.